# Liste der Kardinalskreierungen Calixts II.
Papst Calixt II. hat im Verlauf seines Pontifikates (1119–1124) in fünf Konsistorien die Kreierung von 24 Kardinälen vorgenommen.

## Konsistorien

### 1119
- Romanus[1] – Kardinaldiakon von Santa Maria in Portico, † kurz vor 5. März 1135[2]

### 11. Juni 1120
(Quelle:)
- Stefano de Crema[4] – Kardinaldiakon von Santa Maria in Cosmedin, † nach 9. Dezember 1128
- Othaldus[5] – Kardinalpriester von Santa Balbina, † nach 16. Mai 1122
- Amicus, O.S.B.[6] – Kardinalpriester von Santa Croce in Gerusalemme, † nach 17. April 1121
- Petrus[7] – Kardinalpriester von S. Marcello[8], wurde im April 1139 abgesetzt
- Baialardus[9] – Kardinaldiakon, dann (1122) Erzbischof von Brindisi, † um 1144

### 17. Dezember 1120
(Quelle:)
- Sigizo[11] – Kardinalpriester von San Sisto[12], † nach 24. April 1130
- Gionata[13] – Kardinaldiakon von Santi Cosma e Damiano, dann Kardinalpriester von Santa Maria in Trastevere (21. Februar 1130)[14], † nach 24. April 1130
- Gualterius[15] – Kardinaldiakon von San Teodoro, † nach 15. Juni 1121
- Gerardus[16] – Kardinaldiakon von Santa Lucia, † nach 15. April 1122 (?)[17]

### 9. März 1123
(Quelle:)
- Wilhelm[19] – Kardinalbischof von Palestrina, † vor 20. April 1139
- Gilo von Paris[20] – Kardinalbischof von Tusculum[21], wurde im April 1139 abgesetzt, † vor 4. April 1148
- Gerardus[22] – Kardinalpriester von Santa Prisca, † 25. April 1129.
- Gerardus Caccianemici, Augustiner-Chorherr[23] – Kardinalpriester von S. Croce in Gerusalemme, dann (12. März 1144) Papst Lucius II., † 15. Februar 1145
- Comes[24] – Kardinalpriester von Santa Sabina[25], dann (spätestens 1137) Kardinalpriester von San Pietro in Vincoli, wurde im April 1139 abgesetzt
- Aymeric de la Chatre[26] – Kardinaldiakon von Santa Maria Nuova, † 28. Mai 1141
- Johannes Dauferii[27] – Kardinaldiakon von San Nicola in Carcere[28], dann (1130) Kardinalpriester von Santa Pudenziana, dann wieder Kardinaldiakon von S. Nicola in Carcere (1133) und wieder (9. März 1134) Kardinalpriester von S. Pudenziana, † um 1134
- Gregorius Tarquinius[29] – Kardinaldiakon von Santi Sergio e Bacco, † 1145
- Hubertus Rossi Lanfranchi[30] – Kardinaldiakon von Santa Maria in Via Lata, dann Kardinalpriester von San Clemente (zuerst belegt am 28. März 1126), endlich (1133) Erzbischof von Pisa, † vor 22. April 1138
- Matthaeus[31] – Kardinaldiakon von Sant' Adriano, dann Kardinalpriester von San Pietro in Vincoli (zuerst belegt am 7. Mai 1128)[32], † 1137/38
- Gregorius[33] – Kardinaldiakon von Santi Vito e Modesto, † nach 6. April 1123
- Angelus[34] – Kardinaldiakon von Santa Maria in Domnica[35], † nach 24. April 1130

### 1124
- Guido[36] – Kardinalbischof von Tivoli, † nach 14. April 1139[37]